# Stilpnochlora couloniana
El saltamontes hoja verde (Stilpnochlora couloniana) es una especie de insecto descrito por primera vez por Saussure en 1861.
Se adscribe al género Stilpnochlora de la familia de los tetigónidos. No hay subespecies listadas. Su cuerpo con alas verdes parecidas a las hojas de los árboles son utilizadas como camuflaje entre la vegetación.